# Шейла Камерич

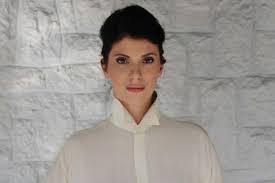

Шéйла Кáмерич  (нар. у 1976 р., Сараєво, Боснія і Герцеговина) — боснійська візуальна художниця працює з різними засобами масової інформації, такими як фільм, фотографія, предмети чи малюнки.

## Життєпис
Шейла Камерич народилася в Сараєво, Боснія і Герцеговина. В дитинстві вона жила в Дубаї, де її батько кілька років працював тренером з волейболу. У свої 16 майбутня художниця успішно працювала як модель для місцевих та міжнародних модних журналів та брендів. 
Камерич закінчила Вищу школу прикладного мистецтва та вступила в Академію образотворчих мистецтв [Архівовано 20 лютого 2017 у Wayback Machine.] Сараєво на кафедру графічного дизайну. З 1994 по 1997 рік вона працювала з дизайнерською групою молодих художників «Тріо » [Архівовано 20 лютого 2017 у Wayback Machine.], яка розробила серію листівки «Вітання з Сараєво» (1993), щоб привернути міжнародну увагу до облоги столиці Боснії і Герцеговини. У 1997 році боснійська художниця почала регулярно виставляти роботи в Сараєво та за кордоном. 
До 2000 року Шейла Камерич була художнім керівником Fabrika рекламного агентства Fabrika. з 2003 року -  була членом Європейського культурного парламенту. 
Сьогодні вона живе і працює між Сараєво та Берліном.

## Нагороди
- Нагорода ONFURI, Національна художня галерея в Тирані (2004).
- Премія «Слобода / свобода», Міжнародний центр миру (Сараївський зимовий фестиваль) у Сараєво (2004).
- Спеціальна премія 46 October Salon у Белграді (у співпраці з Урошем Джуричем за роботу [http://Parallel%20Life Parallel Life]) (2005).
- Премія за найкращий короткометражний фільм на 5-му Загребському кінофестивалі (2007).
- Премія за найкращий художній фільм на 15-му Міжнародному кінофестивалі Адани (2007).
- Стипендія проживання резидентів художника DAAD[5] (2007).
- Нагорода принцеси Маргріет за культурне різноманіття (2007).

## Виставки
У 1997 році Камерич вперше виставила свої роботи на щорічній виставці  організованій SCCA - Сараєвським центром сучасного мистецтва  куратором якої була директор та відомий історик мистецтва Дуня Блажевич. У наступні роки Шейла тісно співпрацювала з ним та з SCCA  . 
У 2000 році Шейлу Карменич запросили до Маніфести ІІІ   у Любляні, Словенія. З цієї нагоди вона зробила інсталяцію "EU/Other", яка отримала міжнародне визнання і пізніше стала частиною колекції TATE Modern.З тих пір боснійська художниця увірвалась у публічний простір.
Роботи Камерич переглядалися на персональних виставках в престижних мистецьких установах, таких як Порткус у Франкфурті-на-Майні, Galerie im Taxispalais в Інсбруку, Mumok у Відні, Центр сучасного мистецтва та культури Röda Sten [Архівовано 20 лютого 2017 у Wayback Machine.] у Гетеборзі, Wip: Konsthall [Архівовано 2 серпня 2013 у Wayback Machine.] у Стокгольмі та Centre Pompidou у Парижі.
2015 рік ознаменувався двома масштабними персональними виставками в ARTER Space for Art, Стамбул та в Національній галереї Косово. Того ж року високоамбітний проєкт Камерич  Ab uno disce omnes, замовлений Wellcome Collection, був показаний у Лондоні в рамках Forensics:%20Анатомія%20злочину виставки Forensics: Анатомія злочину. Також боснійська візуальна художниця брала участь у багатьох виставка Європи.

## Твори та фільми
- Окупований (1999).
- ЄС (2000).
- Основи (2001).
- Закриття кордону(2002).
- Дім мрії (2002).
- Боснійська дівчина (2003).
- Уявіть собі(2004),
- FREI(2004).
- Мріяти (2004).
- Рожева лінія проти зеленої лінії (2005).
- Печаль (2005).
- 30 років після (2006).
- Що я знаю (2007).
- Я пам'ятаю, що забув (2008).
- Якщо я сплю (2009).
- Глюк (2010).
- Гак (2010-2012).
- 1395 днів без червоного (2011).
- червона доріжка (2011-2012).
- Урна (2012).
- Міра(2012).
- Аполлон - кіно першої війни (2012).
- Червень (2013).
- Зміна (2013).
- Крихке чуття надії (2013-2019).
- Відсутній (2014).
- Ab uno disce omnes (2015).
- BFF (2015).
- Четвер (2015).
- Ембаразада (2015).
- Свобода (2015).
- Лабіринт (2017).
- Тримайся подалі від вогню (2018).
- Ми приїжджаємо з луком (2019).
- За лаштунками (2019).